# Ракатау (Алба)
Ракатау (рум. Răcătău) насеље је у Румунији у округу Алба у општини Бландиана. Oпштина се налази на надморској висини од 682 m.

## Становништво
Према подацима из 2002. године у насељу је живело 35 становника, од којих су сви румунске националности.